# Товарње
Товарње (слч. Tovarné) насељено је мјесто са административним статусом сеоске општине (слч. obec) у округу Вранов на Топлој, у Прешовском крају, Словачка Република.

## Становништво
| Година:    | 1994. | 2004.   | 2014.   | 2024.   |
| ---------- | ----- | ------- | ------- | ------- |
| Број људи: | 1056  | 1090    | 999     | 977     |
| Разлика:   |       | +3,21 % | -8,34 % | -2,20 % |

| Година:    | 2023. | 2024. |
| ---------- | ----- | ----- |
| Број људи: | 977   | 977   |
| Разлика:   |       | +0 %  |

Према подацима о броју становника из 2024. године насеље је имало 977 становника.